# Стрийський ліцей імені Івана Франка
Стрийський ліцей імені Івана Франка — навчальний заклад з профілями української філології, історії та іноземної філології.

## Історія
Середня загальноосвітня школа № 3 І-ІІІ ступенів імені І. Я. Франка м. Стрия Львівської області була відкрита у 1986 році. Напередодні, 27 серпня, їй було присвоєно ім'я Івана Яковича Франка, на честь 130-річчя від дня його народження. Тоді ж біля входу школи було встановлено пам'ятник великому Каменяреві.

#### Перший період діяльності (1986—2002)
Чотириповерхова будівля школи була розрахована на 1176 учнів. У перші роки тут навчалося до 1700 школярів, а педагогічний колектив нараховував понад 100 вчителів. Першими учасниками освітнього процесу в школі були учні і вчителі, переведені з інших шкіл міста. З часом школа почала наповнюватися дітьми жителів мікрорайону. Навчання спочатку велося в одну зміну, але пізніше школа перейшла на навчання у дві зміни.
Першим директором школи був Ремез Богдан Антонович (1986—2002 рр.).

#### Розвиток та сучасність
В 2002 році посаду директора школи очолила Юрків Галина Михайлівна.
З 2010 року початкова школа була відокремлена від середніх і старших класів і розміщена на 3-му поверсі. Також у школі проведено ремонт та оновлення приміщень. У вестибюлі встановлено погруддя Івана Франка. На 4-му поверсі в коридорі учнями школи створена атрстіна (картини на вільну тему). Актовий зал прикрашений вишитими на полотні афоризмами Великого Каменяра. На сьогоднішній день у школі діє ряд секцій та гуртків, проводяться культурно-масові заходи та активно беруть участь у різних конкурсах та олімпіадах.
З 2022 року Стрийська школа № 3 змінила статус на Стрийський ліцей імені Івана Франка.
Будівля ліцею налічує 50 обладнаних кабінетів, до яких входять: спеціально обладнані кабінети з різних предметів, STEM-лабораторія, майстерня, спортивний та актовий зали, медичний кабінет, їдальня та бібліотека. Станом на 2024 рік педагогічна спільнота ліцею налічує 96 осіб. А фактична кількість учнів на жовтень 2024 року — 1156 учнів.
28 травня 2025 року на території ліцею відкрили Меморіал пам’яті та пошани випускникам-Героям, які загинули в боротьбі за Україну.

#### Військові випускники ліцею, що загинули під часзбройної агресії Росії проти України:
- Ігор Матіїшин — загинув 2022 року
- Орест Сепик — загинув 2022 року
- Владислав Стасів — загинув 2022 року
- Андрій Рибак — загинув 2022 року
- Роман Сторожук — загиув 2023 року
- Богдан Юрків — загинув 2023 року
- Ростислав Плечій — загинув 2023
- Олексій Лавріков — загинув 2023 року
- Олег Цвігун — загинув 2023 року
- Роман Ляховольський — загинув 2023 року
- Володимир Москаль — загинув 2023 року
- Олег Штогрин — загинув 2024 року
- Роман Дюга — загинув 2024 року

## Музей ліцею
Одночасно з відкриттям школи був заснований і шкільний музей І. Я. Франка. Перший керівник музею — Гук Дарія Михайлівна. Згодом до роботи приєдналися вчителі Нагірна Зеновія Степанівна та Сакаль Євстахій Васильович. Пізніше естафету прийняли молоді вчителі-філологи Кос Наталія Ігорівна та Чубата Мар'яна Богданівна.
Музей заснований з метою збагачення знань про життєвий і творчий шлях Івана Яковича Франка, пізнання свого краю, відродження та утвердження в житті учнів національних традицій, виховання їх у дусі національних ідеалів і загальнолюдських цінностей, а також з метою систематизації здійсненої краєзнавчо-пошукової роботи. У музеї оформлені стенди про життя і творчість І. Я. Франка та ілюстрації до його творів. Окремим стендом виведені матеріали щодо вшанування творчості Івана Франка іншими письменниками. Зібрані предмети побутового вжитку І.Франка, а саме: знараддя праці ХІХ ст. (глечики глиняні для молока та борщу, праски та вугілля, товкач, ціп, дерев'яна маглівниця, гавареччина), гасова лампа, розмальовані миски, скриня. Також є макет селянської хата під солом'яною стріхою.
Найціннішими експонатами є:
- старовинні сорочки-вишиванки,
- килим вишитий,
- накриття на ліжко ручної роботи на лляному полотні,
- квітчасті хустки,
- жіночі чобітки,
- коралі.

У музеї ліцею зібрано багато дослідницько-пошукових матеріалів, учнівських ілюстрацій, методичних розробок учителів кафедри української мови та літератури, фотоматеріалів. Цікаву виставку-стенд «Слово Франкове у вишиванці» оформила разом зі своїми учнями Кос Наталя Ігорівна. На полотні — вишиті афоризми із творів великого Каменяра: «Лиш боротись — значить жить!», «Книги — морська глибина», « Нам пора для України жить!» та інші.
При музеї створено клуб «Каменяр», працюють пошукова та експозиційна групи учнів-старшокласників. Постійно проводяться екскурсії. Налагоджена співпраця з музеями І.Франка в с. Нагуєвичі та у Львові. У музеї проводяться щорічні конкурси читців-декламаторів, літературні зустрічі, відкриті уроки, інсценізації дитячих творів письменника.

## Дирекція
- Директор — Юрків Галина Михайлівна.
- Заступник директора з навчально-виховної роботи — Ткачук-Сидорик Леся Романівна.
- Заступник директора з навчально-виховної роботи — Хропата Наталія Богданівна.
- Заступник з виховної роботи — Яхвак Ігор Михайлович.
- Заступник з господарської роботи — Дмитрів Руслан Степанович.